# Колбино (Кубенский сельсовет)
Колбино — деревня в Вологодском районе Вологодской области.
Входит в состав Кубенского сельского поселения, с точки зрения административно-территориального деления — в Кубенский сельсовет.
Расстояние по автодороге до районного центра Вологды — 39 км, до центра муниципального образования Кубенского — 9 км. Ближайшие населённые пункты — Пасынково, Белавино, Колбино, Ивановское, Шаталово.
По переписи 2002 года население — 12 человек.